# Spitzegelgruppe
Die Spitzegelgruppe ist eine Gebirgsgruppe der Gailtaler Alpen (Drauzug) in Kärnten. Das Gebirge liegt nördlich des Gailtals unterhalb Hermagor südöstlich des Weißensees.

## Lage und Landschaft
Der Bergzug erstreckt sich von Greifenburg im Drautal bis an die Windische Höhe und stellt sich als mäßig gegliederter Kamm dar. Man kann vom Pressegger See aus den südlichen Hang des Spitzegels betrachten, der zugleich mit 2119 m der höchste Gipfel der Gruppe ist. Am Nordwestende überquert der Kreuzbergsattel (Hermagor–Greifenburg) den Ausläufer des Zugs.

## Umgrenzung und benachbarte Gebirgsgruppen
Nach der Österreichischen Gebirgsgruppengliederung nach Trimmel trägt die Gruppe die Nummer 3731, als Teil der Graslitzengruppe (Trimmel 3730, nach Seger Mittlere Gailtaler Alpen) und umgrenzt sich folgendermaßen:
- im Süden Möderndorf bei Hermagor – Gail bis Emmersdorf (Gemeinde Nötsch) zu den Karnischen Alpen (3800, mit Gartnerkofel, Oisternig)
- im Osten Emmersdorf – Windische Höhe – Gailwaldbach – Kreuzen (Gemeinde Paternion)  zum Kabesnock[3] (3732)
- im Norden die Furche Kreuzen – Boden – Farchtnersee – Fischeralpe – Bodenalpe – Almbach – Naggl am Weißensee zur Lakagruppe (3734, Wiederschwing, Laka) und weiter Weißensee – Tiefer Graben – Drau bei Greifenburg zum Nockberg (3751), und dort an die Kreuzeckgruppe grenzend (2250, mit Gaugen)
- im Osten Bruggern – Maßgraben – Waisacheralm – Weißbriach – Gösseringbach – Möderndorf zur Reißkofelgruppe (3720)

## Wichtige Gipfel
Östlich des Spitzegels befinden sich noch:
- Vellacher Egel (2108 m)
- Graslitzen (2044 m)
- Tschekelnock (1892 m)

sowie westlich des Spitzkegels
- der Golz (2004 m)

die zunehmend flachen Nordwestausläufer sind:
- Großboden (1806 m)
- Hühnernock (1508 m)
- Grafenwegerhöhe (1438 m)

Zwischen den beiden letzteren quert der Kreuzbergsattel.

## Wege und Hütten
Der Kamm ist mit einem Höhenweg vom Kreuzbergsattel zur Windischen Höhe erschlossen, einem Teilstück des Gailtaler Höhenwegs, und etlichen Zustiegen von beiden Tälern. Durch diese Gebirgsgruppe führt auch die 28. Etappe des Julius Kugy Alpine Trail. Hütten sind die Kohlröserlhütte am Großboden oberhalb Sankt Lorenzen im Gitschtal (Ghf. priv. 1534 m) an der Windischen Höhe, sowie etliche Almen entlang des Kamms.